# Cardal (sitio arqueológico)
Cardal es un sitio arqueológico ubicado en el distrito de Pachacámac, en la ciudad de Lima, capital del Perú. Está situado en el valle bajo del río Lurín, a unos 40 km al sur de Lima, en la costa central del Perú. Pertenece al periodo Formativo, con una antigüedad de 1100 a 850 a. C. Contiene los restos de un complejo arquitectónico con plano en forma de “U”, patrón arquitectónico muy extendido en esa época.

## Ubicación
Se encuentra en la margen izquierda del valle bajo del río Lurín, a 15 km del océano Pacífico, frente al cerro Pan de Azúcar, hacia el este. Pertenece a la jurisdicción del distrito de Pachacámac, en la ciudad de Lima, capital del Perú.

## Estudios
Fue investigado por Richard Burger y Lucy Salazar-Burger en la década de 1980, al igual que otros sitios del valle bajo del río Lurín, como Mina Perdida.

## Cronología
Los fechados radiocarbónicos indican que la mayor parte de la arquitectura monumental se construyó a lo largo de tres o cuatro siglos, entre 1300 y 900 a. C. Durante ese tiempo se sucedieron al parecer tres grandes remodelaciones, que equivalen a la presencia de tres atrios superpuestos.
Fue contemporáneo de Huaca Florida y Garagay, situados más al norte, en el valle del Rímac. Aunque básicamente se asemeja a cada uno de esos dos sitios, difiere por una serie de rasgos, y por su tamaño, que es menor.
En sus alrededores existen otros templos similares: Mina Perdida, Candela, Buena Vista, Manchay Bajo, Pampa Cabrera y Parka (o San Fernando o Mina Perdida B, hoy destruido). Se hallan a relativa corta distancia unos de otros y conforman lo que se ha denominado como la cultura Manchay.
Es de resaltar la abundancia de templos en “U” en un espacio relativamente reducido como el valle bajo de Lurín, los cuales son casi contemporáneos. Se trata de un patrón arquitectónico propio del Formativo de la costa central peruana.

## Descripción
El plano del complejo de Cardal presenta la tradicional forma en U, es decir, tres construcciones ordenadas dando la forma de dicha letra:
- Una estructura o templo principal, de forma piramidal.
- Dos estructuras alargadas, a manera de brazos laterales del templo principal, a los que se denominan respectivamente brazo izquierdo y brazo derecho.

El espacio situado entre las tres construcciones viene a ser la plaza del complejo. 
La estructura principal tiene forma piramidal, a cuya cima se accede por una amplia escalinata de 6 m de ancho y 34 gradas, que conduce a una antecámara y un atrio. Las paredes exteriores del recinto del atrio están adornadas a ambos lados de la entrada con un gran relieve de una boca felínica, cuyos elementos anatómicos están remarcados en amarillo, rosado y negro, mientras que su dentadura está formada por piezas dentales triangulares y por caninos que miden 1 m de largo cada uno. En cuanto al interior del atrio, tiene enlucido pintado sin ornamentos.
Otra área ritual, única por su forma, se halla al este del atrio del edificio central y ha sido llamada altar dual.
Otros rasgos del complejo son la presencia de seis recintos circulares de 13 m de diámetro en el brazo este o derecho del complejo, y de dos más en la sección baja y oeste del edificio central. Se tratarían de pozos ceremoniales.
La plaza abarca una extensión de 3 hectáreas, amplio espacio donde se agruparía la gente durante las ceremonias. Pero según Carlos Williams, ese espacio fue nivelado para el cultivo, habilitándose tres terrazas escalonadas.
Cardal presenta también un conjunto habitacional, es decir grupos de viviendas domésticas, parte de los cuales fueron excavadas al sur del edificio central. Tienen bases de piedra, pero según parece las paredes se completaron con caña y barro (quincha). De otro lado, se encontraron restos de entierros, dentro o fuera de las viviendas.

## Función
Cardal estuvo vigente casi al mismo tiempo que los templos de Mina Perdida, Manchay Bajo, y tal vez Parka. Todos estos se hallan a corta distancia, lo que sugiere que formaban parte de un sistema político jerarquizado, correspondiendo a Cardal o Mina Perdida la posición dominante. La población se concentraba en el litoral (Curayacu y otros sitios) y valle adentro (Chillaco y Palma, entre otros).